# Joan Horrach
Joan Horrach Ripoll (ur. 27 marca 1974 w Deià) – hiszpański kolarz szosowy. Jeździ w drużynie Caisse d’Epargne. W zawodowym peletonie ściga się od 2000 roku.
Pierwszym jego sukcesem było wygranie wyścigu GP Jornal de Noticias i etapu na Vuelta a Asturias. Rok później zaliczył bardzo dobry występ w wyścigu Volta a Portugal. Wygrał etapy: 5 i 11, a w klasyfikacji generalnej zajął 2. miejsce ustępując tylko koledze z ówczesnej drużyny Milanezy Clausowi Mollerowi.
Największym jego sukcesem jak do tej pory było zwycięstwo na 12 etapie Giro d’Italia w 2006 roku.

## Najważniejsze zwycięstwa i sukcesy
- 2001 – etap i zwycięstwo w klasyfikacji generalnej GP Jornal de Noticias; wygrany etap w Vuelta a Asturias
- 2002 – wygrane dwa etapy Volta a Portugal i 2. miejsce w klasyfikacji generalnej
- 2003 – wygrany etap w Trofeu Jooquim Agostinho
- 2006 – wygrany etap w Giro d’Italia